# 趙亮鎬

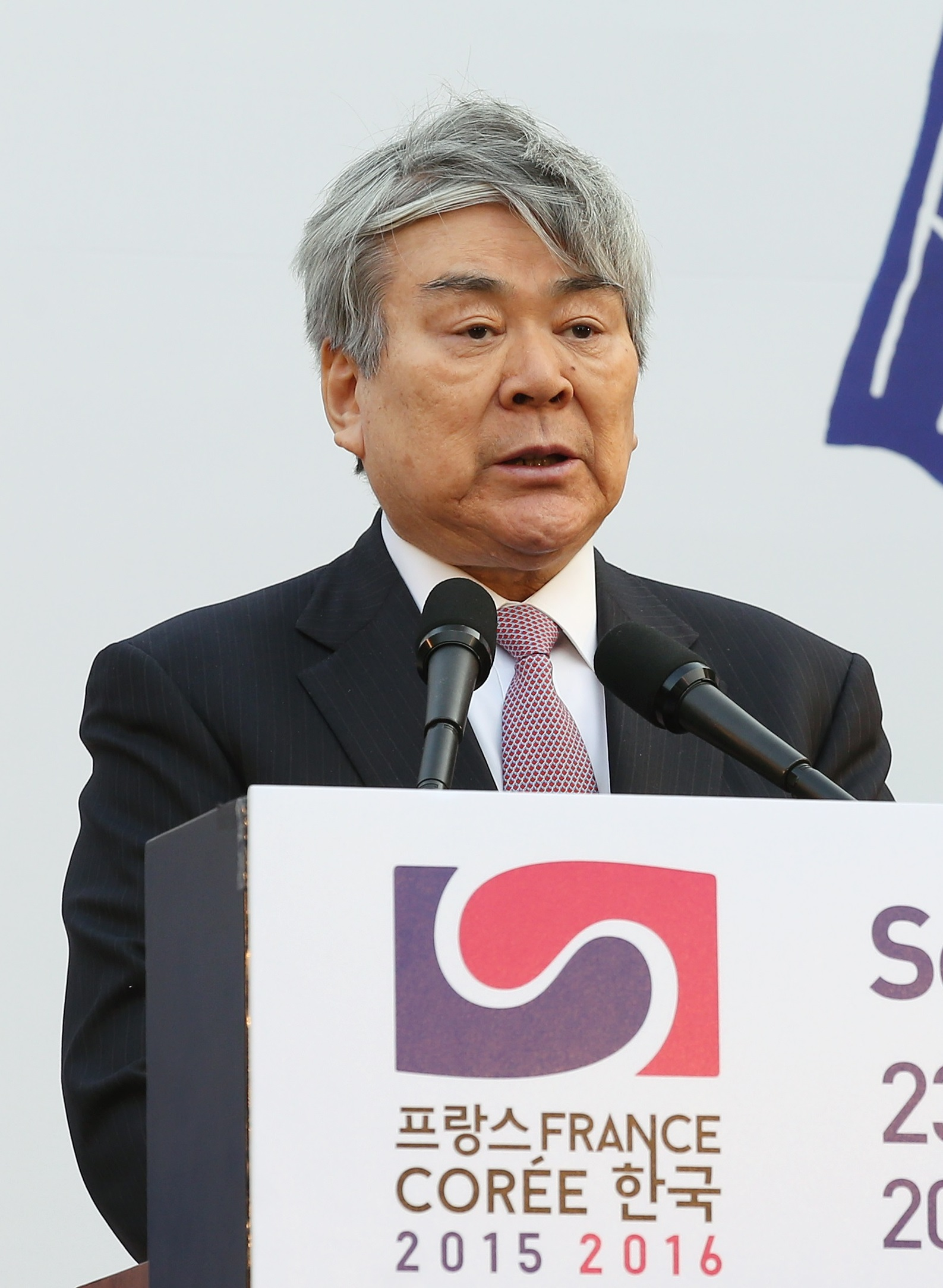
2016年

趙 亮鎬（チョ・ヤンホ、조양호、1949年3月8日 - 2019年4月7日）は、大韓民国の実業家。本貫は楊州趙氏。

## 経歴
父親は韓国の財閥、韓進グループの創設者、趙重勲（チョ・ジュンフン）であり、韓進グループに入社後は後継者の道を歩んだ。大韓航空社長、韓進グループ副会長、大韓航空会長などを経て、2003年には韓進グループ会長に就任した。2019年3月27日の大韓航空における株主総会で自らの取締役再任案が否決され、取締役会から外れた。2019年4月7日、滞在先のアメリカ合衆国ロサンゼルスの病院で死去。70歳没。葬儀は韓進のグループ葬として4月12日-16日の5日間にわたり行われ、京畿道竜仁にある先祖代々の墓地に葬られた。 

### 平昌オリンピック組織委員会委員長として
2014年、平昌オリンピック組織委員会の委員長が資金難を理由に辞任すると新たに組織委員長に就任。他の有力財閥などからの資金提供を引き出して、同委員会を立て直す功労者となった。一方で長女で大韓航空副社長であった趙顕娥が粗暴な振る舞い（いわゆるナッツ・リターン事件）で失脚すると、自己批判をせざるを得ない立場に追い込まれたほか、次第に韓進グループ中核会社の一つである韓進海運が深刻な経営危機に陥り、2016年5月3日にオリンピックの開催を待たずに組織委員長を辞任した。

### 薬事法違反など
2018年5月31日、ソウル南部地検は、趙の脱税、横領容疑で大韓航空の本社などを家宅捜索。同年10月15日には、趙を国際租税調整に関する法律違反の罪や特定経済犯罪加重処罰法上の横領・背任・詐欺、薬事法違反の罪などで在宅起訴した。薬局を雇用した薬剤師の名義で実質的に運営していたことなどによる容疑であり、翌月には国民健康保険公団が支出していた約1000億ウォンを回収する名目で、ソウル市内の住宅などを差し押さえる手続きを行っている。同時期には、自宅の警備やメンテナンス費用などを韓進グループに支出させていたことも報道されている。